# Wilhelm Ferdinand Friedrich von Degenfeld
Wilhelm Ferdinand Friedrich von Degenfeld (* 24. November 1757 auf dem Eulenhof; † 30. März 1819 ebenda) war Grundherr auf dem Eulenhof, Mitherr zu Ehrstädt, Waibstadt, Wagenbach und Unterbiegelhof. Er war ab 1812 Senior der Kondominatsherrschaft Degenfeld.

## Leben
Er war der einzige zu Jahren gekommene Sohn des Reinhard Philipp Friedrich von Degenfeld (1722–1784) und der Johanna Sophia Juliana Christiana von Gemmingen-Widdern (1725–1766). Er gehörte der Eulenhofer Linie der Familie an, die bei der Erbteilung zwischen dem Vater und dessen Brüdern entstanden war und ihren Hauptsitz auf dem Eulenhof nahm. Der Vater hatte bereits 1779 ein Gutachten über den Bauzustand des Eulenhofs erstellen lassen, das dem Hauptgebäude jedoch nur noch Baufälligkeit bescheinigte. Da noch andere Angehörige der Familie Mitbesitz am Eulenhof hatten, gab es lange Streit darüber, wer den schlechten Zustand zu verschulden und die Baulast zu tragen habe. Erst Wilhelm Ferdinand gelang 1793 eine Einigung mit den Mitbesitzerinnen, indem er diese auszahlte. Anschließend ließ er das Hauptgebäude des Eulenhofs in seiner heutigen Form erneuern. Er war von 1812 an Senior der Degenfeldschen Kondominatsherrschaft und hat in dieser Funktion auch größtenteils den Besitz seiner am Kondominat beteiligten Verwandten mitverwaltet, die ab dem 19. Jahrhundert nicht mehr primär ihre Liegenschaften um Ehrstädt bewirtschafteten, sondern Laufbahnen beim badischen Militär oder in der Forstverwaltung einschlugen.
Er wurde in der Schlosskapelle von Schloss Neuhaus begraben.

## Familie
Er heiratete am 24. August 1783 in Sulzfeld Wilhelmina Auguste Göler von Ravensburg (1766–1785). Im Jahr nach deren Tod heiratete er am 1. März 1786 in Züttlingen Franziska Eleonore von Ellrichshausen (1753–1791). Im Jahr nach deren Tod heiratete er in dritter Ehe am 15. Februar 1792 in Babstadt Johanna Carolina Benedikta von Gemmingen-Hornberg (1763–1851). Der ersten Ehe entstammte ein Sohn, der zweiten Ehe entstammte eine Tochter und der dritten Ehe entstammten drei Söhne und fünf Töchter.
Nachkommen aus erster Ehe:
- Johann Friedrich Engelhard (1784–1810/20)

Nachkommen aus zweiter Ehe:
- Luise Carolina Charlotte (1787–1843) ⚭ Jakob Heidenreich (1789–1850)

Nachkommen aus dritter Ehe:
- Wilhelm Christoph Ferdinand Maximilian (*/† 1793)
- August Wilhelm Friedrich (1795–1845) ⚭ Henriette von Gemmingen-Hornberg (1797–1849)
- Wilhelm Karl Friedrich (1796–1799)
- Amalie Eleonore Juliana (1798–1799)
- Dorothea Sophie Luise Christiana (1800–1880) ⚭ Ernst Franz Ludwig von Gemmingen-Hornberg (1795–1834)
- Caroline Amalie Juliane (1801–1856), Äbtissin des adeligen Damenstifts Pforzheim
- Juliane Auguste Wilhelmine (1802–1873) ⚭ Friedrich von Alberti (1795–1878)
- Bertha Mathilde (* 1804)